# 华池盘龙寺造像塔
华池盘龙寺造像塔，位于中国甘肃省华池县，为一个省级文物保护单位，类型为古建筑。
华池盘龙寺造像塔的历史年代为宋代。